# Margaux (AOC)
Pour les articles homonymes, voir Margaux.
Le margaux est un vin rouge français d'appellation d'origine contrôlée produit autour du village de Margaux dans le Médoc, une des subdivisions du vignoble de Bordeaux.
C'est la plus étendue et la plus méridionale des appellations communales du vignoble du Médoc. En 2008, l'appellation concerne 1 490 ha avec une production moyenne de 60 900 hl, le rendement moyen est de 41 hl/ha.

## Historique
Appartenant au vignoble du Médoc, l'appellation partage son histoire avec ses voisines. Le défrichement et la mise en valeur du Médoc ne datent que des XVIe et XVIIe siècles. Les vins de cette région se font progressivement connaitre et leur renommée franchit les frontières.
L'appellation margaux est reconnue officiellement par le décret du 10 août 1954. Le cahier des charges a dernièrement été modifié en septembre 2009, puis en novembre 2011 (comme pour toutes les appellations viticoles françaises), enfin en mars 2023.

## Vignoble

Carte des vignobles du Médoc (au nord) et des Graves (au sud) de part et d'autre de l'agglomération bordelaise, montrant les différentes aires d'appellation. Celle du margaux est en marron.

### Aire géographique
Le vignoble margalais s'étend à environ vingt-cinq kilomètres au nord de Bordeaux, sur la rive gauche de la Gironde.
L'aire d'appellation couvre les quatre communes d'Arsac, de Labarde, de Margaux-Cantenac (fusion de Cantenac et de Margaux en 2017) et de Soussans.

### Orographie et géologie
Le terrain est constitué d'un sous-sol calcaire. Cette formation datant du Cénozoïque a par la suite été recouverte de sédiments détritiques. Ils forment des croupes de graves, vastes collines aux sommets arrondis à faible altitude : 15 mètres. Elles sont séparées par de petits ruisseaux de drainage ou « jalles ».
Au centre de l'appellation, un plateau de graves blanches, de six kilomètres sur deux, produit la majorité des grands crus classés. Dans la périphérie, les croupes de graves séparées par des fossés de drainage sont autant d'îlots de vigne,,.

### Climatologie
C'est un climat tempéré de type océanique, assez chaud pour permettre la culture des vignes même sur terrain plat. La pluviométrie est répartie de manière assez homogène tout au long de l'année avec des automnes plutôt pluvieux. Les températures donnent des hivers doux et des étés chauds sans sècheresse. La proximité de l'estuaire de la Gironde permet d'adoucir les températures.
Les relevés de la station météorologique de Bordeaux-Mérignac (à 47 mètres d'altitude) sont représentatifs du climat de la Gironde.
| Mois                              | jan.  | fév. | mars | avril | mai  | juin | jui. | août | sep. | oct. | nov. | déc. | année |
| --------------------------------- | ----- | ---- | ---- | ----- | ---- | ---- | ---- | ---- | ---- | ---- | ---- | ---- | ----- |
| Température minimale moyenne (°C) | 2,3   | 3,1  | 3,9  | 6,3   | 9,5  | 12,4 | 14,4 | 14,2 | 12,2 | 9,1  | 5,1  | 2,9  | 8     |
| Température moyenne (°C)          | 5,8   | 7,1  | 8,8  | 11,3  | 14,6 | 17,8 | 20,2 | 19,9 | 17,9 | 14   | 9,1  | 6,4  | 12,7  |
| Température maximale moyenne (°C) | 9,4   | 11,2 | 13,7 | 16,3  | 19,7 | 23,2 | 26,1 | 25,6 | 23,7 | 18,9 | 13,1 | 9,9  | 17,6  |
| Ensoleillement (h)                | 86    | 109  | 162  | 190   | 211  | 242  | 276  | 249  | 207  | 165  | 103  | 83   | 2 083 |
| Précipitations (mm)               | 100,4 | 85,5 | 76,4 | 72,2  | 77,3 | 56,2 | 46,5 | 54,2 | 73,9 | 87,6 | 94,1 | 98,7 | 923   |

### Encépagement

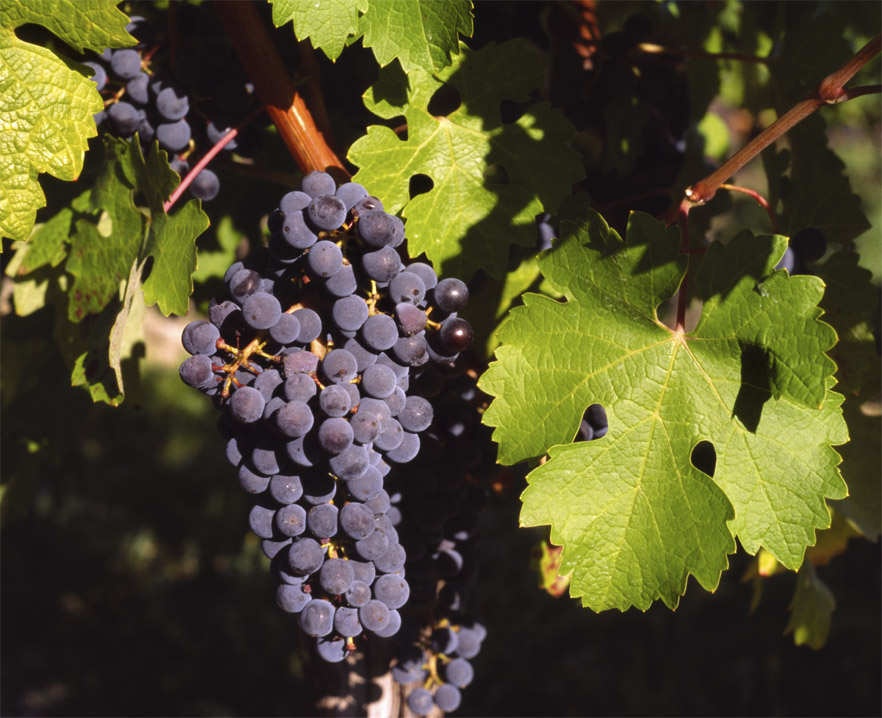
Grappes mûres de cabernet sauvignon N.

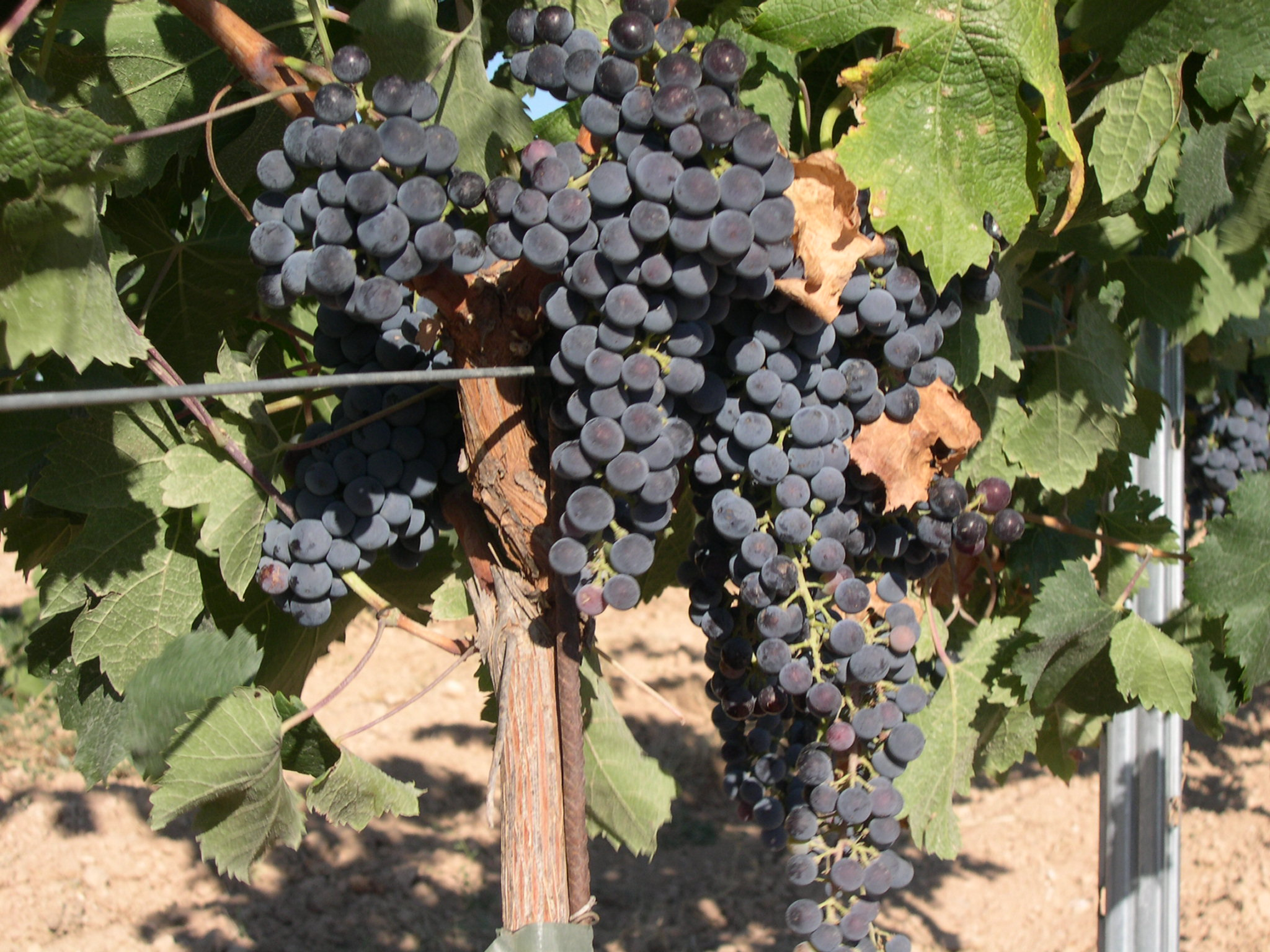
Grappes de merlot N.

Les cépages autorisés pour l'appellation sont le cabernet franc N, cabernet sauvignon N, le merlot N, la carménère, le côt N et le petit verdot N.
Aucune règle de proportion n'est imposée, mais dans les faits, le cabernet sauvignon domine, parfois égalé par le merlot, les autres cépages n'étant que marginaux. Par exemple, sont cultivés les proportions de 55 % en cabernet et de 40 % en merlot au château Brane-Cantenac ou à parts égales au château Palmer.

### Pratiques culturales
La densité de plantation doit être d'au moins 7 000 pieds par hectare. L'écartement entre rangs ne peut être supérieur à 1,5 mètre et l'écartement entre ceps dans le rang ne peut être inférieur à 0,8 mètre. La taille de la vigne est effectuée tous les ans avant le stade des premières feuilles étalées. Elle vise à maintenir au maximum douze yeux francs par cep (un œil est un bourgeon qui donnera un rameau porteur de grappe). Les modes de taille autorisés sont la taille dite « médocaine » (nom local de la taille Guyot) à astes (baguette) ou à astes et à cots (courson) et la taille dite « à cots », reprenant les tailles traditionnellement appelées en cordon de Royat ou en éventail.
La hauteur du feuillage doit être d'au moins 0,6 fois l'écartement entre rangs pour les vignes plantées avec un écartement en dessous de 1,4 mètre, et cette hauteur est amenée à 0,7 fois l'écartement entre rangs pour les vignes dont l'écartement est compris entre 1,4 et 1,5 mètre. Cette règle vise à obtenir un feuillage suffisant pour assurer une bonne maturité du raisin.
L'entretien du sol (tonte ou désherbage) et le bon état sanitaire des vignes sont obligatoire. Le taux de ceps morts ou manquants est limité à 20 %. Au-delà, le rendement de la parcelle est diminué du pourcentage de manquants. 

### Récolte
Par décret, le rendement à la parcelle est limité à 9 500 kg/ha, ce qui correspond à 14 grappes par cep pour le cépage petit verdot et 12 grappes par ceps pour les autres cépages. La maturité optimale est appréciée par dégustation de grains de raisin mais aussi par la mesure du taux de sucre : au moins 189 grammes par litre. Le vin fini doit ainsi titrer au moins 11 % de volume.
Le mode de récolte n'est pas imposé par le cahier des charges de l'appellation. Dans les faits, de nombreux domaines utilisent la machine à vendanger alors que certains grands crus classés vendangent manuellement (comme au château Margaux). Cet usage est justifié par le fait de pouvoir y adjoindre un tri à la récolte, voire un second à l'arrivée au chai sur une table de tri.
Le rendement est limité par le cahier des charges à un maximum de 57 hectolitres par hectare, avec la possibilité de monter jusqu'au rendement butoir de 63 hl/ha (soit les mêmes limites que pour produire le listrac-médoc, le moulis, le saint-estèphe, le saint-julien et le pauillac).
Les rendements moyens déclarés ont été, pour l'ensemble de l'appellation :
| Année | Superficie (ha) | Production (hl) | Rendement (hl/ha) |
| ----- | --------------- | --------------- | ----------------- |
| 2017  | 1 504           | 48 937          | 32                |
| 2018  | 1 505           | 57 219          | 38                |
| 2019  | 1 523           | 76 606          | 50                |
| 2020  | 1 521           | 55 659          | 37                |
| 2021  | 1 539           | 60 184          | 39                |
| 2022  | 1 520           | 47 964          | 32                |
| 2023  | 1 519           | 58 396          | 38                |
| 2024  | 1 531           | 51 530          | 34                |

## Vins

### Vinification et élevage

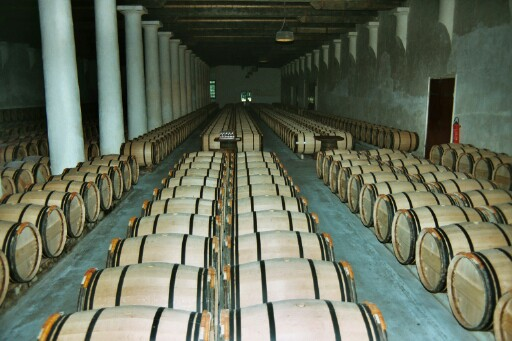
Chai à barrique du château Margaux.

À son arrivée au chai, le raisin peut subir un éraflage et un foulage comme au château Rauzan-Ségla, avant d'être mis en cuve inoxydable ou mixte inox et bois, comme au château Margaux. La macération entre pellicule et moût de raisin commence. La fermentation alcoolique s'effectue avec des levures du commerce sélectionnées ou avec celles naturellement présentes dans la pruine du raisin. Au cours de la fermentation, les chais équipés de la thermorégulation des cuves pilotent la fermentation en empêchant la température de s'élever, puis en réchauffant la vendange en toute fin de fermentation. Cette opération vise à maintenir un milieu favorable aux levures pour qu'elles transforment bien le sucre en alcool, mais aussi pour favoriser une bonne extraction de la couleur (anthocyanes) et des tannins). La macération est longue, entre deux et quatre semaines selon les domaines et l'année. 
Après écoulage du vin, le marc de raisin est pressé. Le vin de presse est dégusté. Cette analyse sensorielle détermine en fonction du cépage et du millésime, si sa qualité lui permet ou non d'être incorporé dans le vin final. Le vin est ensuite conservé en cuve à une température comprise entre 20 et 25 °C pour effectuer la fermentation malolactique. 
À ce stade, la qualité de toutes les cuves est appréciée individuellement avant d'être assemblées à l'éprouvette en petit volume pour tester les assemblages futurs qui détermineront le caractère des vins produits par chaque domaine en fonction du style du millésime. Cette opération menée par le vinificateur et un œnologue est déterminante.

### Normes analytiques
Les vins doivent avoir un titre alcoométrique minimum de 11 % volume. Lorsqu'il est jugé nécessaire d'enrichir les vins, leur titre alcoométrique ne peut pas dépasser 13,5 % volume. Pour une vendange exceptionnelle sans enrichissement, il n'y a pas de limite à ce que la nature peut produire. 
La quantité de sucre fermentescible résiduel ne doit pas dépasser 2 grammes par litre (la fermentation alcoolique doit avoir été achevée). L'acidité volatile du vin doit rester dans la limite de 13,26 milliéquivalents (correspond à 0,79 exprimé en gramme par litre d'acide acétique ou 0,65 g/l de H2SO4). la première année d'élevage (avant le 31 juillet). Ensuite, la limite est fixée à 16,33 meq. (correspond à 0,98 exprimé en gramme par litre d'acide acétique ou 0,80 g/l de H2SO4).

### Gastronomie
Les margaux sont dits féminins par l'étymologie (prénom féminin), la voluptueuse générosité de leur structure (ils sont moins tanniques que les autres médocs) et leur délicatesse. Ils sont fruités (fruits rouges) dans leur jeunesse, l'âge leur faisant acquérir une grande complexité.
La capacité de garde d'un margaux peut être très longue, plus de 50 ans pour les années exceptionnelles, comme c’est le cas des millésimes comme 1945, ce dernier possédait en 2002 une structure tannique toujours présente.
C'est un vin qui se marie très bien avec les viandes rouges. Dans son livre L'École des alliances, les mets et les vins, Pierre Casamayor dit, « les viandes rouges ont une qualité essentielle, leurs protéines amabilisent les tanins les plus virils ».
La délicatesse des margaux accompagne bien le gibier (canard, perdreau) et l'inévitable recette locale, l'entrecôte à la bordelaise.

### Hiérarchie des prix
Le prix de vente des vignes ayant droit à l'appellation margaux est officiellement en 2023 de 1,5 million d'euros l'hectare en moyenne (variant entre 1 et 2,5 millions d'€/ha). Pour les appellations communales un peu plus au nord, les prix s'envolent davantage encore : 1,8 million pour du saint-julien (de 1,2 à 2) et 3 millions d'€/ha pour du pauillac (de 2,2 jusqu'à 4,5), des prix qu'on ne retrouve que pour du pomerol ou quelques grands crus bourguignons. On est loin du prix pour un hectare de l'appellation générique bordeaux rouge à 9 000 €/ha (de 4 000 à 17 000), ou de celui du haut-médoc qui est à 50 000 € (de 30 000 à 140 000 €).
Pour une comparaison entre les appellations, on peut aussi prendre les prix pratiqués en vrac (en € pour une tonneau de 900 litres) officiellement pour le calcul des fermages en 2023, qui fournissent une hiérarchie :
- 833,5 € (92,5 €/hl) pour du bordeaux rouge ;
- 1 329,5 € (147,5 €/hl) pour du médoc ;
- 1 588,5 € (176,5 €/hl) pour du haut-médoc ;
- 1 812,5 € (201,5 €/hl) pour du listrac ou du moulis ;
- 5 278,5 € (586,5 €/hl) pour du saint-estèphe ;
- 8 933 € (992,5 €/hl) pour du margaux ;
- 7 648 € (850 €/hl) pour du saint-julien ;
- 9 304 € (1 034 €/hl) pour du pauillac.

Les prix dans le commerce sont évidemment bien plus élevés, variant considérablement en fonction du nom du producteur.

### Classement

#### Grands crus

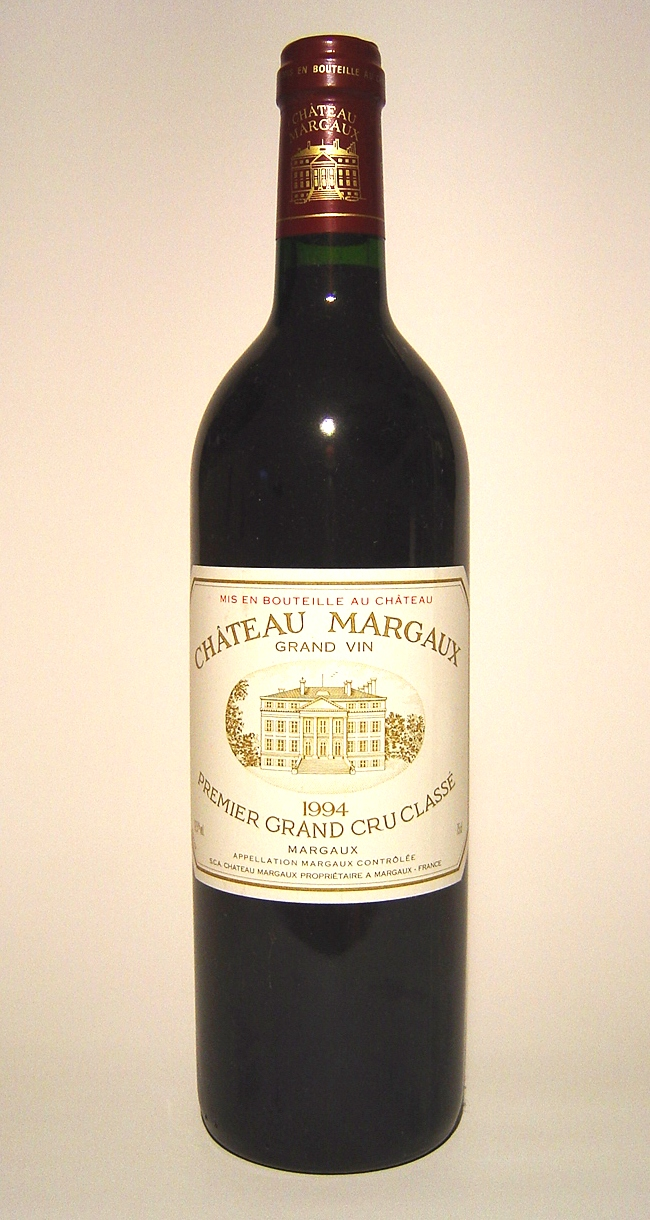
Château Margaux 1994, premier grand cru classé.

Avec vingt-et-un châteaux, l'appellation margaux est celle qui compte le plus grand nombre de crus classés en 1855. Les communes de Margaux et de Cantenac en comptent neuf chacune, Labarde en compte deux Arsac un.
| Premiers crus Château Margaux Deuxièmes crus Château Brane-Cantenac Château Durfort-Vivens Château Lascombes Château Rauzan-Ségla Château Rauzan-Gassies Troisièmes crus Château Boyd-Cantenac Château Cantenac Brown Château Desmirail Château Ferrière Château Giscours Château d'Issan Château Kirwan Château Malescot Saint-Exupéry Château Marquis d'Alesme Becker Château Palmer Quatrièmes crus Château Marquis de Terme Château Pouget Château Prieuré-Lichine Cinquièmes crus Château Dauzac Château du Tertre |

#### Crus bourgeois
Margaux se signale également par quelques crus bourgeois parmi le classement de 2025 :
- Château d'Arsac (cru bourgeois exceptionnel) ;
- Château Mongravey (cru bourgeois exceptionnel) ;
- Château Paveil de Luze (cru bourgeois exceptionnel) ;
- Château la Fortune (cru bourgeois supérieur).

#### Crus artisans
Quatre margaux figure au classement des crus artisans :
- Clos de Bigos (Soussans) ;
- Château des Graviers (Arsac) ;
- Château Les Barraillots ;
- Château Moutte Blanc.

#### Domaines sans classement
- Clos des quatre vents
- Château d'Angludet
- Château Bel Air-Marquis d'Aligre
- Château Bellevue de Tayac
- Château Bessane
- Château Chantelune
- Château Charmant
- Château Coteau
- Château des Eyrins
- Château Deyrem Valentin
- Château Ferme d’Angludet
- Château Galiane
- Château Gallen
- Château Gassies du Vieux Bourg (Arsac)
- Château Grand Tayac
- Château Haut Breton Larigaudière
- Château La Galiane
- Château La Gurgue
- Château Labégorce
- Château Labégorce-Zédé
- Château La Tour de Bessan
- Château La Tour de Mons
- Château Le Coteau
- Château Larrieu Terrefort
- Château Larruau
- Château Ligondras
- Château Marojallia
- Château Marsan Seguineau
- Château Martinens
- Château Monbrison
- Château Moulin de Tricot
- Château Pontac Lynch
- Château Pontet Chappaz
- Château Rose Maucaillou
- Château Saint-Marc
- Château Siran
- Château Tayac
- Château Tayac-Plaisance